# ガス遮断器

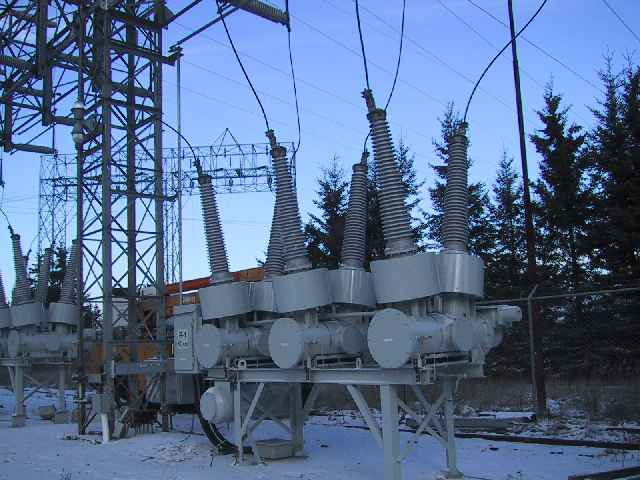
ガス遮断器

ガス遮断器（ガスしゃだんき、英語: gas circuit breaker (GCB)）は、絶縁性のある気体（ガス）中で電流の開閉を行う遮断器である。

## 概要
ガス遮断器は、電流を遮断する際に開閉器の電極間に発生するアーク放電に対し、気体を吹き付けることで消滅（消弧）させる遮断器である。
これは空気遮断器と同様の原理であるが、ガス遮断器では空気以外の気体が用いられる。
ガス遮断器では、一般的に六フッ化硫黄 (SF6)が用いられる。
六フッ化硫黄は絶縁性が高く、その絶縁耐力は空気の3倍にも及ぶ。
また不活性であり、熱伝導性も高いことからアーク放電によって過熱した電極を速やかに冷却することができる。
ガス遮断器が開発された当初は、六フッ化硫黄をコンプレッサーで圧縮し、遮断時にそれを吹き付ける、空気遮断器と同様のブラスト式をとっていた。
その後、電極を開く動作に連動してピストンを駆動し、六フッ化硫黄を電極部分に吹き出すパッファ式が開発された。
コンプレッサーを必要としない、この方式が現在の主流となっている。
空気遮断器では、遮断時に大砲の発射音にも等しい、きわめて大きな騒音を発していた。
これは遮断時において電極に吹き付けた空気を機外へ排出していたためである。
一方、ガス遮断器では内部のガスを外部へ流出させない構造をとっており、遮断時の騒音も低減されている。

## ガス絶縁開閉装置
ガス絶縁開閉装置（ガスぜつえんかいへいそうち, 英語: gas insulated switchgear (GIS) ）は、遮断器・断路器・母線電線路・避雷器・計器用変成器・作業用接地装置などを、絶縁性が高い六フッ化硫黄 (SF6)　が充てんされた単一の接地容器内に収めた縮小形開閉設備である。
変電所や発電所などにおいては、既存の気中開閉設備をガス絶縁開閉装置に置換することで、変電所等の大幅な縮小化・省スペース化が期待できる。
特に大都市の地下変電所や塩害を受けやすい海岸周辺に設置される発電所・変電所、および変電所用地の確保が困難な山岳地帯の水力発電所で使用される。
また、密閉機器ということでガス容器内部はメンテナンスフリーであり、保守の省力化につながる。
ガス絶縁開閉装置の遮断器部分を取り出し、気中ブッシングを付けたものが気中開閉設備のガス遮断器として用いられている。
SF6ガスは代表的な温室効果ガスであり、京都議定書で地球温暖化防止排出抑制対象ガスの1つに指定されたことから、近年ではSF6ガスを使わない新しい絶縁ガスを適用したGISの開発が盛んに進められている。